# 4-я группа психологических операций
4-я группа психологических операций (военных операций информационного обеспечения) вооруженных сил США (англ. 4th Military Information Support Operations Group) — основное регулярное формирование ПсО сухопутных войск и одновременно ядро всей структуры психологических операций (ПсО) ВС США, дислоцирующаяся в Форт-Брэгг. Была сформирована в декабре 1967 года в ходе войны в Индокитае.

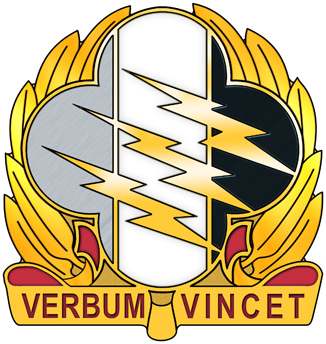
Эмблема

## Задачи
- быстрое развертывание формирований ПсО в поддержку обычных или специальных операций СВ и других видов и родов войск;
- разработка планов психологических операций на ТВД и согласование их с оперативными планами боевого применения ВС или программами боевой подготовки ВС мирного времени на ТВД;
- разработка и подготовка специальных материалов (печатной пропаганды, аудиовизуальной продукции, видеоматериалов, программ радио- и устного вещания и т. п.);
- ведение ПсО оперативно-стратегического уровня: формирование объединенного штаба ПсО при штабе главкома ОВС, руководство всеми возможностями подчиненных формирований ПсО видов ВС, поддержание взаимодействия с другими службами штабов и родами войск, местными властями страны пребывания или с коалиционными органами в интересах ПсО;
- ведение тактических ПсО в поддержку наземных операций; предоставление командирам боевых частей и подразделений специалистов со знанием иностранного языка, нравов и обычаев местного населения;
- подготовка аналитических, информационных, справочных и других материалов разведывательного характера по вопросам ПсО для высшего военного руководства, командующих ВС США на ТВД и других правительственных органов.

## Организационно-штатная структура
Группа состоит из штаба, штабной роты и шести батальонов ПсО: 1, 5, 6 и 8-го региональных, 9-го тактических психологических операций и 3-го батальона подготовки и распространения материалов ПсО. Штабная рота включает в себя управление и два взвода: материально-технического обеспечения и укладки парашютов.
Региональные батальоны ПсО (Regional PSYOP Battalions) (в некоторых источниках именуются также батальонами ПсО региональной поддержки — PSYOP Regional Support Battalions, RSB) — предназначены для организации и ведения ПсО стратегического и оперативного уровней на конкретных театрах военных действий (ТВД) в интересах объединенных командований (ОК) ВС США:
- 1-й — ОК ВС в зоне Атлантики и ОК ВС в зоне Центральной и Южной Америки;
- 5-й — в зоне Тихого океана и Дальнего Востока;
- 6-й — ОК ВС в Европе;

п/п-к Ли Эванс получает знамя 7-го батальона ПсО из рук п-ка Регинальда Бостика во время представления командования батальона 18 окт. 2011 г. в Командовании сил специальных операции армии США в Мэдоу Филд. Фото сержанта Марка Шульца

- 7-й — в Африке («в зоне ответственности 53 страны с пестрым этническим и религиозным составом»[2]). Активирован 18 окт.2011 г. НАЗНАЧЕНИЕ: «разработка и проведение ПсО в поддержку Объединенных Командований, коалиционных войск и других правительственных агентств»[2]. п/п-к Ли Эванс получает знамя 7-го батальона ПсО из рук п-ка Регинальда Бостика во время представления командования батальона 18 окт. 2011 г. в Командовании сил специальных операции армии США в Мэдоу Филд. Фото сержанта Марка Шульца8-й — ОК ВС в зоне Центрального командования (Ближний Восток).

Каждый региональный батальон включает в себя роту штабную и обслуживания и две региональные роты поддержки конкретных ОК (группировок) ВС США на ТВД. При каждом региональном батальоне имеется отдел стратегических исследований (ОСИ, /SSD/), укомплектованный гражданскими экспертами по странам и регионам ответственности батальонов. Задачей ОСИ является регулярная подготовка аналитических документов (оценки военных потенциалов зарубежных стран, общий анализ обстановки в конкретных странах для возможного ведения в них психологических операций, специальный анализ конкретных потенциальных объектов ПсО, различных аспектов ситуации в зарубежных странах и т. п.).
Каждая региональная рота состоит из секции управления и 2-3 центров разработки пропагандистских материалов (Propaganda Development Centers/Product Development Centers (PDC)). Каждый центр включает 10-15 военнослужащих творческого состава, в задачу которых входит разработка проектов печатных материалов ПсО, программ устного вещания, сценариев теле- и радиопрограмм. Для подготовки материалов ПсО региональные батальоны имеют универсальные аудиовизуальные студийные комплексы, позволяющие записывать и монтировать теле- и радиопрограммы, программы устного вещания, изготовлять фотоматериалы, слайды и макеты печатных материалов.
3-й батальон подготовки и распространения материалов ПсО- PSYOP Dissemination Battalion /PDB/ — предназначен для подготовки и распространения печатных, аудио- и аудиовизуальных материалов ПсО, а также обеспечивает систему дальней и тактической связи частей и формирований ПсО.
Батальон включает штаб, роту штабную и обслуживания, типографскую роту (состоит из секции управления, взвода обслуживания тяжелой /стационарной/ типографии и трех взводов тактических/мобильных/типографий), роту радио- и телевещания (состоит из секции управления, взвода подготовки и распространения материалов, радиоинженерной секции и секции компьютерной графики) и роту связи (состоит из секции управления, взвода обеспечения связи в тактическом звене, узла связи и управления и взвода обеспечения связи в масштабе ТВД).
Типографская рота БПРМ способна в течение 24 часов с момента получения задачи выпустить 1 млн одноцветных листовок формата 1/32 дюйма. Кроме этого она может выделить для переброски в любой район мира до 3 легких или модульных типографий с обслуживающим персоналом, либо до 3 типографских взводов по обслуживанию местной полиграфической техники зарубежных стран, либо любую комбинацию вышеперечисленных сил и средств.
Рота радио- и ТВ-вещания способна одновременно выделить для направления в любой район мира до 4 команд видеосъемки с мобильным редакторско-монтажным оборудованием, а также технических специалистов по эксплуатации местных телерадиовещательных систем зарубежных стран; развернуть на ТВД 1 мобильный ТВ-комплекс с электрогенератором, а также 5, 10 и 50-кВт мобильные радиостанции с обслуживающим персоналом.
Рота связи может одновременно выделить для направления на зарубежные ТВД до 5 команд обеспечения связи.
На вооружении БПРМ находятся практически все мобильные радиостанции, телерадиовещательные и студийные комплексы, средства связи и полиграфические средства формирований ПсО ВС США. Батальон также отвечает за техническое планирование и производство расчетов для распространения листовок средствами ВВС.
9-й батальон тактических психологических операций — Tactical PSYOP Battalion (в некоторых источниках именуется также батальоном ПсО тактической поддержки — PSYOP Tactical Support Battalion /TSB/ — отвечает за вопросы планирования психологических операций в штабах боевых соединений и частей от корпуса и ниже и проведение тактических ПсО в их интересах.
До недавнего времени батальон состоял из штабной роты, роты обслуживания, трех региональных рот тактических ПсО (рота «А» — тактические ПсО в зоне ответственности ОК ВС США в зоне Атлантики и в зоне Центральной и Южной Америки, рота «В» — в Европе и Африке, рота «С» — в зоне Тихого океана и Центрального командования).
23 марта 2010 г. в состав батальона была дополнительно введена рота «Е», в результате чего батальон стал самым крупным батальоном ПсО среди родственных частей сухопутных войск США. Командиром роты был назначен майор Трэвис МакКрэкин (Travis McCrackine), заместителем командира роты — сержант первого класса Хетт Аллеманд (Hethe Allemand).
Каждая рота состоит из секции штабной и управления и комплекта функциональных команд, на базе которых при необходимости могут формироваться оперативные подразделения ПсО. Низшей тактической единицей батальона является тактическая команда ПсО (ТК ПсО) — Tactical PSYOP Team/TPT/ (в американских источниках также употребляется и термин «звуковещательная команда» (ЗВК) Loudspeaker Team /LST/), состоящая из переносной или смонтированной на автомобиле М1025 «Хаммер» звуковещательной станции и обслуживающих её трех военнослужащих и гражданского переводчика (может наниматься из числа местных жителей). В составе каждой роты тактических ПсО имеется по 12-15 таких команд. В 9-м батальоне ПсО сосредоточена основная часть всех звуковещательных средств ПсО ВС США.
Одним из видов боевого слаживания подразделений 9-го батальона тактических ПсО является ежегодное совместное десантирование командиров всех его подразделений в район г. Геттисберга (шт. Пенсильвания), где в 1863 г. состоялось решающее сражение Гражданской войны между противоборствующими сторонами. После десантирования в ходе лекции слушателям на историческом примере (поражение «южан» из-за несогласованности действий) разъясняется важность и необходимость организации четкого взаимодействия между подразделениями в ходе выполнения боевых задач.
За последние несколько лет в рамках оптимизации сил и средств по работе с гражданской администрацией и населением, а также психологических операций в составе группы был проведен ряд организационно-штатных мероприятий, направленных на совершенствование её боевых возможностей.
30 июля 2009 г. новым командиром 4-й группы стал выпускник Военного колледжа ВВС (авиабаза Максвелл, шт. Алабама) полковник Карл Эдвард Филлипс (Carl Edward Phillips), в своё время занимавший в 4-й гПсО должность командира 9-го батальона тактических ПсО.
Ранее, 26 июня 2009 г., заместителем командира группы был назначен подполковник Д. Уезерфорд (D. J. Weatherford), непосредственно до этого занимавший должность командира 9-го батальона тактических ПсО.
За период 2006—2010 гг. численность личного состава группы была увеличена на 20 проц., составив более 2000 человек. Планируется, что к концу 2011 г. её численность увеличится до 2700 чел. В настоящее время в группе проходят службу военнослужащие и гражданский персонал по более чем 50 специальностям, в том числе графики-дизайнеры, специалисты по агентурной разведке, видеооператоры, печатники и специалисты по психологическим операциям.
Подразделения 4-й гПсО принимают участие во всех военных кампаниях, проводимых вооруженными силами США. С сентября 2001 г. подразделения группы участвуют в операции в Афганистане, с 2003 г. — в Ираке. Часть 6 батальона дислоцируется в Джибути. В январе 2010 г., после землетрясения на Гаити, 40 военнослужащих из 9-го и 3 го батальонов в составе 3-тысячного контингента 82-й воздушно-десантной дивизии были отправлены на остров для оказания помощи в устранении последствий землетрясения.

## Командный состав 4-й группы
Командир 4-й группы психологических операций (военных операций информационного обеспечения) — полковник Карл Филлипс.
Родился в штате Нью-Джерси. После окончания технологического института (шт. Джорджия) в звании второго лейтенанта поступил на военную службу в СВ ВС США. В дальнейшем проходил службу на различных должностях в силах специальных операций. После окончания Военно-воздушного колледжа (авиабаза Максвелл, шт. Алабама) проходил службу в 4-й группе ПсО ВС США. Последним местом его службы в 4-й группе была должность командира 9-го батальона ПсО.
- Заместитель командира группы — подполковник Д. Везерфорд (D. J. Weatherford).
- Командир 1-го батальона — подполковник Крис Кеннер (Kris Kenner).
- Командир 3-го батальона — подполковник Роберт Каррис (Robert Curris).
- Командир 5-го батальона — подполковник Тимоти Д. Хьюнинг (Timothy D. Huening).
- Командир 6-го батальона — подполковник Ральф Клэйтон III (Ralph Clayton III).
- Командир 7-го батальона — подполковник Ли Эванс (Lt. Col. Lee Evans).
- Командир 8-го батальона — подполковник Венди Грэхам (Wendy Graham) (жен.).
- Командир 9-го батальона — подполковник Брюс Лихи (Bruce Leahy).